# Die vergessene Generation
Die vergessene Generation – Die Kriegskinder brechen ihr Schweigen ist ein Buch von Sabine Bode aus dem Jahr 2004. Auf der Basis von Gesprächen beschreibt es die Erinnerungen und Erfahrungen der Generation der Kriegs- und Flüchtlingskinder am Ende des Zweiten Weltkriegs. Es gebe eine Diskrepanz zwischen öffentlicher und privater Erinnerung, von der die bundesrepublikanische Wirklichkeit geprägt worden sei, resümiert die Autorin.

## Inhalt

### Kriegskinder
Sabine Bode beschäftigt sich vor allem mit den Kindern, die unmittelbar im Krieg groß geworden sind, ob sie nun durch Bombenangriffe oder durch die Eindrücke einer scheinbar ewig währenden Vertreibung und Flucht geprägt sind. Dabei reißt sie einige der Probleme an, die ihrer Ansicht nach dazu geführt haben, dass die heute alt gewordenen Kriegskinder plötzlich als Rentner wieder mit ihren traumatischen Ereignissen konfrontiert würden, die sich nicht nur durch eine schlechte gesundheitliche Lage, sondern auch durch Depressionen, Gedächtnisverlust oder andere posttraumatische Belastungsstörungen Gehör verschafften. Eines der Probleme, mit dem vor allem Psychiater der Nachkriegszeit durch ihre Patienten konfrontiert wurden, habe darin bestanden, dass das Behandeln von deutschen Kriegsopfern gegenüber den Opfern des Nationalsozialismus in den Hintergrund getreten sei. Das habe dazu geführt, dass die Betroffenen ihr Trauma oft jahrelang mit sich herumgetragen hätten, bis es dann – manchmal nach 40 bis 50 Jahren – unerwartet wieder aufgetreten sei.

### Schweigen und Disziplin
Andere Erfahrungen der Kriegskinder, so die Autorin, verhalfen ihnen zu der Bezeichnung der „stillen Generation“, die sich nicht über ihr Schicksal beschwerte, sondern im Gegenteil Deutschland stillschweigend wieder aufbaute, mit gelernter Disziplin und aus dem Bedürfnis nach sicheren Lebensumständen. Besonders tun sich hierbei die Vertreibungs- und Flüchtlingskinder hervor, die, wenn sie Vertreibung und Flucht zusammen mit der Familie überlebten, zu Anpassung und Leistung angehalten wurden. Sie sollten unter allen Umständen Fehler vermeiden und Erwartungen erfüllen, um die Ehre der Familie, teilweise das Einzige was dieser noch geblieben war, nicht zu gefährden; auch aus Gründen einer ständigen Angst vor einer erneuten Vertreibung. Oft entwickelten sich auch „Sonnenscheine“, Kinder, die ihren Eltern nicht anders helfen konnten, als ihnen das Leben mit eigener guter Laune leichter zu machen. Diese Kinder waren dann oft die Freude ihrer Eltern. Im Innern aber hatten auch sie die Schrecken des Krieges zu verdauen. Wenn diese Kinder dann unter psychischem Druck litten, kam von Eltern und Verwandten oft nur der Kommentar: „Aber du warst doch früher immer so fröhlich…“.

### Erziehungsmethode
Eine weitere falsche Einstellung, so beschreibt es Sabine Bode, sei die Annahme, dass Kinder, die damals viel zu klein waren, um irgendetwas von ihrer Umgebung und den Geschehnissen um sie herum mitzubekommen, auch keine Schäden aus dieser Zeit davontragen könnten. Tatsache sei jedoch, dass auch kleine Kinder schon Angst oder Unsicherheit über ihre Eltern unbewusst vermittelt bekommen können. Viele Kinder wurden von ihren Eltern auch nach der Ideologie der Nazis zu unbedingtem Gehorsam erzogen. Hierzu gab es einen Erziehungsratgeber, Die deutsche Mutter und ihr erstes Kind von Johanna Haarer, dem Sabine Bode ein eigenes Kapitel widmet. Dieser Abschnitt veranschauliche, wie viele Mütter dazu aufgerufen wurden, sich ihren Kindern gegenüber kalt und abweisend zu geben, sie mit den gegebenen Maßnahmen zu Gehorsam gegenüber den Eltern zu erziehen, und das schon von klein auf. Zu brutalem Verhalten, Ohrfeigen und Schlägen wird zwar nicht explizit ermutigt, aber als Möglichkeiten der Erziehung durchaus gebilligt, was das Leben von Kindern in ihren Familien nicht erleichtert habe. Die Erziehungsmethoden hätten sogar zu einer Vertiefung des Kriegstraumas führen können, so z. B. wenn die Eltern das „Einsperren in die dunkle Besenkammer“ als „gute“ erzieherische Maßnahme empfanden, ohne dabei an die belastenden Erinnerungen der Kinder an Luftschutzkeller als Parallele zu denken.

### Gespräche mit Kriegskindern
Sabine Bode setzt sich mit diesem Thema nicht nur theoretisch auseinander, sondern sucht auch gezielt nach Kontakt mit Zeitzeugen, wobei sie immer wieder auf ein Phänomen stößt: Die Kriegskinder sind sich ihrer eigenen durchlebten Schrecken nicht oder kaum bewusst oder spielen sie im Gegenteil herunter. Andererseits stößt sie auch auf Versuche, die eigene Vergangenheit aufzuarbeiten, oft auch mit Hilfe der nächsten Generation, die sich für die Erfahrungen ihrer Eltern oder Großeltern interessiert.

### Kriegsenkel
Die Kriegsenkel, die in den 1960er/1970er Jahren geboren wurden, sind durch das Schweigen ihrer Eltern ebenfalls traumatisiert worden. Eltern und Kinder blieben sich oft fremd.

## Rezensionen
- Gabriele von Arnim: Eine kleine Preußin erträgt alles. Sabine Bodes anrührendes Buch über die Traumata der Kriegskinder. In: Die Zeit. 19. Mai 2004.